# Kaarel Robert Pusta
Kaarel Robert Pusta, né le 1er mars 1883 à Narva et mort le 4 mai 1964 à Madrid, est un homme politique et diplomate estonien, qui fut notamment ministre des Affaires étrangères de l'Estonie.